# Pathfinder: Kingmaker
Pathfinder: Kingmaker est un jeu de rôle isométrique développé par le studio russe Owlcat Games et édité par Deep Silver, basé sur la franchise Pathfinder de Paizo Publishing. Annoncé dans le cadre d'une campagne Kickstarter en 2017, le jeu est sorti sur Microsoft Windows, MacOS et Linux le 25 septembre 2018. Une version consoles est sortie le 18 août 2020 sur Playstation 4 et Xbox One sous le nom Pathfinder : Kingmaker Definitive Edition.

## Système de jeu
Le jeu est basé sur le jeu de rôle Pathfinder et s’inspire des classiques du jeu de rôle sur ordinateur tels que Baldur's Gate et Neverwinter Nights. Il dispose d'un système de combat en temps réel avec pause ou au tour par tour et d'une perspective isométrique. Une des principales spécificités du jeu repose sur le développement de son propre royaume, les décisions prises par le joueur en tant que seigneur affectant le reste du gameplay.
Le jeu insiste notamment sur la personnalisation du personnage joueur, notamment via un système d'alignement dans lequel l'alignement d'un personnage peut changer en fonction du choix du joueur. Même si le joueur commence le jeu en ne contrôlant que son personnage principal créé pour le jeu, ce dernier repose sur une gestion d'équipe, avec des compagnons se joignant au personnage joueur au cours de l'histoire,. Ceux-ci incluent à la fois des personnages établis de l'univers Pathfinder et des personnages inventés pour le jeu. La durée de vie du jeu est estimée entre 80h et plus, jusqu'à 140 heures,.

## Scénario
Pathfinder: Kingmaker est basé sur les six modules composant la campagne Pathfinder Adventure Path publiée en 2010. Il se situe dans les Terres Volées, une partie de la grande région des Royaumes Fluviaux au sud du Brévoy, qui est lui-même une composante de Golarion, le décor de campagne par défaut de Pathfinder. On y suit le personnage joueur tandis qu'il ou elle se taille sa propre seigneurie dans les terres sauvages, et le jeu suit le module de jeu de rôle sur table correspondant, sorti sous le nom de "Kingmaker",.
L'histoire débute lorsque le personnage principal et d'autres aventuriers et aventurières se voient offerts, par des seigneurs locaux, la possibilité de diriger leur propre baronnie, s'ils se montrent capables de vaincre les bandits qui contrôlent pour le moment cette partie du pays. Outre préluder à la partie du jeu qui consiste à gérer son royaume, cette ouverture entraîne le personnage joueur dans un monde d'aventures et d'intrigues politiques,.

## Développement
Après l'annonce du jeu, le studio Owlcat a annoncé envisager différentes possibilités de financement. Ceci aboutit au lancement d'une campagne Kickstarter en juin 2017, qui était destinée à améliorer le jeu plutôt qu'à le financer. La campagne s'est terminée à la fin du mois après avoir collecté 909 057 US$ auprès de plus de 18 000 contributeurs,,,.
Chris Avellone, scénariste renommé et ayant participé à de nombreux autres jeux de rôle, a participé au développement du jeu. Celui-ci est publié par Deep Silver et est sorti le 25 septembre 2018.

## Réception du jeu
Pathfinder: Kingmaker a reçu des critiques généralement positives, avec un score total de 73 sur 100 sur Metacritic. Dans Gamekult, Nerces encense l'écriture et la richesse des quêtes et de l'univers du jeu, indiquant "Les missions sont imbriquées les unes dans les autres et on prend un plaisir certain à rencontrer les multiples PNJ du jeu, à échanger avec eux, comprendre leur histoire et leurs mésaventures. Les adeptes de la version papier du jeu de rôle seront ravis de constater que le lore est riche". La complexité des outils de création de personnage est également appréciée, tout comme la richesse du contenu, même si l'auteur regrette que "pour profiter pleinement de la richesse de Pathfinder : Kingmaker, il est nettement préférable d’avoir déjà une solide connaissance du jeu de rôle papier ou d’être capable d’investir un temps certain pour percer les arcanes du jeu". Chez Canard PC, Izual considère que le jeu est une bonne adaptation de la recette des jeux de rôle Infinity Engine dans la lignée de Baldur's Gate, et note qu'il "colle à ce qu'on attend d'un jeu de rôle médiéval-fantastique : des quêtes innombrables, des tonnes de lieux à explorer, des boules de feu à envoyer sur des kobolds et des dialogues remplis de choix délicats", mais il regrette le manque d'audace et d'originalité du jeu face à cette formule. Il note également favorablement "sa gestion de domaine très poussée" et la variété apportée par la gestion de la baronnie. Les deux critiques soulignent également les soucis d'équilibrage et les bugs.
Sur le plan technique, le lancement du jeu a en effet été entaché par de nombreux bugs, des écrans de chargement extrêmement longs et des problèmes d’équilibrage, ce qui a nui à la réception initiale du jeu, tant auprès des critiques professionnels que des joueurs,. Dans les mois suivants, beaucoup de ces problèmes ont été résolus par des patchs.
Au vu des communiqués de THQ Nordic, éditeur de jeux vidéo ayant racheté Koch Media (maison-mère de l'éditeur du jeu, Deep Silver), les ventes de Pathfinder : Kingmaker sont considérées comme satisfaisantes.

## Suivi après la sortie du jeu
Dès sa sortie, le jeu incluait la possibilité d'acquérir un Season Pass, permettant de débloquer de futurs contenus additionnels. Ces derniers sont au nombre de trois : The Wildcards, sorti le 6 décembre 2018 et incluant une nouvelle race, une nouvelle classe et une nouvelle compagne d'aventure ; Varnhold's Lot, sorti le 28 février 2019 et ajoutant une nouvelle campagne en parallèle de l'histoire principale ; et le 6 juin, Beneath the Stolen Lands, proposant un donjon à explorer sur le style rogue-like.
Fin mai 2019, les développeurs annoncent la sortie le 6 juin suivant du troisième DLC du jeu ainsi que d'une Enhanced Edition,. Il s'agit d'une mise à jour gratuite pour tous les joueurs possédant déjà le jeu, constituant une amélioration sensible et une modification en profondeur du jeu initialement sorti en 2018, intégrant notamment un rééquilibrage complet du jeu.